# Vulcano Arenal
L'Arenal (1.670 m s.l.m. - in spagnolo volcán Arenal) è uno stratovulcano andesitico nel nord-ovest della Costa Rica, a circa 90 km a nord-est di San José, nella provincia di Alajuela. È il vulcano più attivo della Costa Rica; fa parte dell'Arco vulcanico dell'America centrale.
La sommità venne scalata per la prima volta nel 1937, quando il vulcano era ritenuto spento.
Il 29 luglio del 1968, dopo un forte terremoto, ha iniziato a eruttare dopo circa 400 anni di silenzio e da allora è sempre rimasto molto attivo. Le pendici ospitano bellissime varietà di flora tropicale e piante uniche. L'acqua calda sulfurea fuoriesce in molteplici rivoli intorno a tutte le pendici del vulcano, visitato dai turisti di tutto il mondo che si recano anche alle terme presenti nell'area.